# Марио Варлиен
Марио Варлиен (на италиански: Mario Varglien) е бивш италиански футболист, полузащитник и треньор.

## Кариера
Варлиен играе през по-голямата част от кариерата си в Ювентус, като печели 5 шампионата на Серия А и също така е капитан на отбора. На международно ниво, той е част от италианския национален отбор по футбол, който печели Световната купа през 1934 г.
Братът на Марио – Джовани Варлиен също играе футбол в Италия и с италианския национален отбор. Двамата братя играят заедно в Ювентус.

## Отличия

### Отборни
Ювентус
- Серия А: 1930/31, 1931/32, 1932/33, 1933/34, 1934/35
- Копа Италия: 1938, 1942

### Международни
Италия
- Световно първенство по футбол: 1934